# 2000 BJ4
2000 BJ4 är en asteroid i huvudbältet som upptäcktes den 21 januari 2000 av LINEAR i Socorro County, New Mexico.
Den tillhör asteroidgruppen Ursula.